# 山本健一 (ヤクザ)
山本 健一（やまもと けんいち、1925年〈大正14年〉3月5日 - 1982年〈昭和57年〉2月4日）は、日本のヤクザ。暴力団三代目山口組若頭山健組組長。

## 生涯

### 幼少期
出生・出身は文献によると兵庫県神戸市葺合区（現・中央区）割塚通で川崎重工の技師長の長男として生まれた。生前関係の深かった美能幸三は、「ヤマケンの？ アレも広島じゃけんの」と述べており広島とも縁が多い。少年時代は、穏やかな性格で頭のよい少年だったという。1942年に横須賀海軍工廠に勤めたが、召集され1945年に鳥取の部隊に入隊。終戦後は神戸に戻ったものの、家族の消息も掴めず、自暴自棄となって無頼の生活に入っていった。
いつも懐中に拳銃を持っていたので「ピス健」と呼ばれた。

### 山口組
尾崎彰春と街を徘徊するうち、1951年頃、当時田岡三代目山口組で若頭を務めていた安原政雄（安原会会長）の賭場でいさかいを起こし、その度胸を買われて安原の若衆となって山口組の傘下に入った。1953年には鶴田浩二襲撃事件に参加し、逮捕される。翌1954年には梶原清晴らと共に地元の谷崎組を襲撃し、当時谷崎組の若頭であった野沢修に重傷を負わせた。この時は懲役3年の実刑判決を受けて加古川刑務所に服役、1957年に刑期を終えて出所後、山口組組長の田岡一雄から盃を受け直参に昇格した。
1961年に山健組を結成。1963年、田岡の提案で設けられた執行部体制の下で若頭補佐役に就く。その後一時若頭補佐から外れるが、1968年の新体制で再び若頭補佐に就任。さらに1971年には当時の若頭・梶原清晴（梶原組組長）が大隅諸島 の硫黄島で磯釣り中に溺死、同年9月に後任の若頭に就任。当初山本は最高幹部間で行われた入れ札（選挙）で山広組組長・山本 広に2対4で敗れていたが、田岡の指名により逆転就任することとなった。
就任直後、山本が責任者となって麻薬追放、国土浄化連盟を結成。1971年9月25日には、神戸市生田区の湊川神社で山口組系組員を動員した「麻薬撲滅決起集会」を開催した。
山口組内において、主に武闘派として夜桜銀次事件や広島抗争など数々の抗争で功績を挙げることにより、山健組の地位を不動のものとした。1978年には保釈中の身でありながら「大阪戦争」の陣頭指揮を執り、抗争終結の記者会見を開くなどしたため、再び収監されることとなってしまった。
このような功績などもあって、山口組四代目を継ぐと目されていたが、田岡三代目の死から間もない1982年2月に、持病の肝臓疾患のため死去。56歳没。わずか1年足らずの間に組長と若頭を相次いで失った山口組は、次第に内部対立を深め、一和会分裂から山一抗争へと突き進んでいくこととなった。

## エピソード
谷崎組との抗争による服役中、田岡一雄は当時神戸芸能社所属だった美空ひばりを刑務所の慰問へ送り込んだ。当時人気絶頂だった美空が刑務所へ慰問するだけでも前代未聞の上、美空はそのステージにおいて「健ちゃーん! お元気ですか?」と山本を名指しで呼びかけ、周囲は騒然となったという。また、後には山本も島倉千代子と深い関係になったとされ、後に竹中正久が服役した際には島倉を竹中の服役先へ慰問に送った。